# Synopeas srilankensis
Synopeas srilankensis (лат.) — вид мелких наездников из семейства Platygastridae. Южная Азия: Шри-Ланка (SW Dodanduwa). Длина тела 0,8 мм. Основная окраска чёрная, ноги жёлтовато-коричневые. Усики 10-члениковые. Мезосома в 1,3 раза длиннее своей ширины. Мезоплевры гладкие. Скутеллюм и мезоскутум скульптированные, мезоскутум без нотаулей. Бока переднеспинки сетчатые в верхних передних углах, а в остальной части гладкие.
Вид был впервые описан в 2003 году датским энтомологом Петером Н. Булем (Peter Neerup Buhl) вместе с Platygaster srilankensis и Leptacis srilankensis.